# Trastorno del sueño del ritmo circadiano
Los trastornos del sueño del ritmo circadiano (CRSD, del inglés circadian rhythm sleep disorders), también conocidos como trastornos del sueño-vigilia del ritmo circadiano (CRSWD, del inglés circadian rhythm sleep-wake disorders), son una familia de trastornos del sueño que afectan el momento del sueño. Surgen de un patrón persistente de alteraciones del ciclo sueño/vigilia que pueden ser causadas por una disfunción en el sistema del reloj biológico interno o por una desalineación entre el oscilador endógeno interno y las señales impuestas externamente. 
Como resultado de este desajuste, las personas afectadas por los trastornos del sueño del ritmo circadiano tienen una tendencia a quedarse dormidos en momentos no convencionales del día. Estos sucesos a menudo conducen a instancias recurrentes de interrupción del descanso, en las que no pueden dormir ni despertarse a horas "normales" para el trabajo, la escuela y otras obligaciones sociales. 
Los seres humanos, como la mayoría de los organismos vivos, tienen varios ritmos biológicos. Estos relojes biológicos controlan procesos que fluctúan diariamente (por ejemplo, temperatura corporal, estado de alerta, secreción de hormonas), generando ritmos circadianos. Entre estas características fisiológicas, la propensión al sueño-vigilia también puede considerarse uno de los ritmos diarios regulados por el sistema de reloj biológico. Los ciclos de sueño están estrechamente regulados por una serie de procesos circadianos que trabajan en conjunto, lo que permite experimentar momentos de sueño consolidado durante la noche y un largo momento de vigilia durante el día. Por el contrario, las interrupciones de estos procesos y de las vías de comunicación entre ellos pueden provocar problemas en los patrones de sueño, que se denominan colectivamente trastornos del ritmo circadiano del sueño.

## Ritmo normal
Un ritmo circadiano es una actividad biológica endógena y trasladable o "arrastrable", que tiene un período de aproximadamente veinticuatro horas. Este mecanismo interno de mantenimiento del tiempo está centralizado en el núcleo supraquiasmático (SCN, del inglés suprachiasmatic nucleus) de los humanos y permite que los mecanismos fisiológicos internos que subyacen al sueño y el estado de alerta se sincronicen con señales ambientales externas, como el ciclo de luz-oscuridad. El SCN también envía señales a los relojes periféricos de otros órganos, como el hígado, para controlar procesos como el metabolismo de la glucosa. Aunque estos ritmos persistirán en condiciones de luz u oscuridad constantes, diferentes Zeitgebers (dadores de tiempo como el ciclo de luz-oscuridad) dan contexto al reloj y le permiten incorporar y regular la expresión de procesos fisiológicos para adaptarse al entorno cambiante. Los genes que ayudan a controlar el arrastre (cronobiología) inducido por la luz, incluyen los reguladores positivos BMAL1 y CLOCK y los reguladores negativos PER1 y CRY. Un ciclo circadiano completo se puede describir como un día circadiano de veinticuatro horas, donde el tiempo circadiano cero (CT 0) marca el comienzo de un día subjetivo para un organismo y CT 12 marca el comienzo de la noche subjetiva.
Se ha demostrado que los seres humanos con función circadiana regular mantienen horarios de sueño regulares, regulan los ritmos diarios en la secreción de hormonas y mantienen oscilaciones en la temperatura corporal central. Incluso en ausencia de Zeitgebers, los humanos seguirán manteniendo un ritmo de aproximadamente 24 horas en estas actividades biológicas. En cuanto al sueño, la función circadiana normal permite a las personas mantener el equilibrio entre el descanso y la vigilia que permite a las personas trabajar y mantenerse alerta durante las actividades del día y descansar por la noche.
Algunos conceptos erróneos sobre los ritmos circadianos y el sueño comúnmente etiquetan erróneamente el sueño irregular como un trastorno del ritmo circadiano del sueño. Para ser diagnosticado con CRSD, debe haber una desalineación entre la sincronización del oscilador circadiano y el entorno circundante, o una falla en la ruta de sincronización del reloj. Entre las personas con la función típica del reloj circadiano, existe una variación en los cronotipos, o en los tiempos preferidos para despertarse y dormir, de los individuos. Aunque el cronotipo varía de un individuo a otro, según lo determinado por la expresión rítmica de los genes del reloj, las personas con la función del reloj circadiano típico podrán adaptarse a las señales ambientales. Por ejemplo, si una persona desea cambiar el inicio de una actividad biológica, como el tiempo de vigilia, la exposición a la luz durante la noche subjetiva tardía o la mañana subjetiva temprana puede ayudar a que el ciclo circadiano avance más temprano en el día, lo que lleva a una hora de despertarse más temprana.

## Diagnóstico
La Clasificación Internacional de los Trastornos del Sueño clasifica el Trastorno del Ritmo Circadiano del Sueño como un tipo de disomnia del sueño. Aunque los estudios sugieren que el 3% de la población adulta sufre de una CRSD, muchas personas a menudo reciben un diagnóstico erróneo de insomnio en lugar de una CRSD. De los adultos diagnosticados con trastornos del sueño, se estima que el 10% tiene un CRSD y de los adolescentes con trastornos del sueño, se estima que el 16% puede tener un CRSD. Los pacientes diagnosticados con trastornos del ritmo circadiano del sueño suelen expresar un patrón de sueño perturbado, ya sea un sueño excesivo que interfiere en los horarios de trabajo y las funciones diarias, o insomnio en los momentos deseados de sueño. Tenga en cuenta que tener una preferencia por las horas de vigilia extremadamente tempranas o tardías no está relacionado con un diagnóstico de trastorno del ritmo circadiano del sueño. Debe haber un deterioro distintivo de los ritmos biológicos que afecte el trabajo deseado y el comportamiento diario de la persona. Para un diagnóstico de CRSD, un especialista en sueño recopila el historial de los hábitos de sueño y vigilia de un paciente, los patrones de temperatura corporal y el inicio de melatonina con luz tenue (DLMO). La recopilación de estos datos brinda información sobre el programa actual del paciente, así como los marcadores de fase fisiológica del reloj biológico del paciente. 
El inicio del proceso de diagnóstico de CRSD es una evaluación exhaustiva del historial del sueño. Se utiliza un cuestionario estándar para registrar los hábitos de sueño del paciente, incluida la hora habitual de acostarse, la duración del sueño, la latencia del sueño y los casos de despertar. El profesional también indagará sobre otros factores externos que pueden afectar el sueño. Los medicamentos recetados que tratan los trastornos del estado de ánimo como los antidepresivos tricíclicos, los inhibidores selectivos de la recaptación de serotonina y otros antidepresivos están asociados con comportamientos anormales del sueño. También se registran otros hábitos diarios como el horario de trabajo y el horario del ejercicio porque pueden afectar los patrones de sueño y vigilia de una persona. Para medir las variables del sueño con franqueza, los pacientes usan relojes de actigrafía que registran el inicio del sueño, el tiempo de vigilia y muchas otras variables fisiológicas. De manera similar, se pide a los pacientes que informen por sí mismos sobre sus hábitos de sueño con un diario de sueño de una semana para documentar cuándo se acuestan, cuándo se despiertan, etc. para complementar los datos de actigrafía. La recopilación de estos datos permite a los profesionales del sueño documentar y medir cuidadosamente los hábitos de sueño del paciente y confirmar los patrones descritos en su historial de sueño.
Otras formas adicionales de clasificar la naturaleza del sueño y el reloj biológico de un paciente son el cuestionario matutino-vespertino (MEQ, del inglés morningness-eveningness questionnaire) y el cuestionario Munich ChronoType, los cuales tienen correlaciones bastante fuertes con informar con precisión la fase avanzada o retrasada del sueño. Cuestionarios como el índice de calidad del sueño de Pittsburgh (PSQI, del inglés Pittsburgh Sleep Quality Index) y el índice de gravedad del insomnio (ISI, del inglés Insomnia Severity Index) ayudan a medir la gravedad de la interrupción del sueño. Específicamente, estos cuestionarios pueden ayudar al profesional a evaluar los problemas del paciente con la latencia del sueño, la vigilia matinal no deseada y los problemas para conciliar el sueño o permanecer dormido.

## Tipos

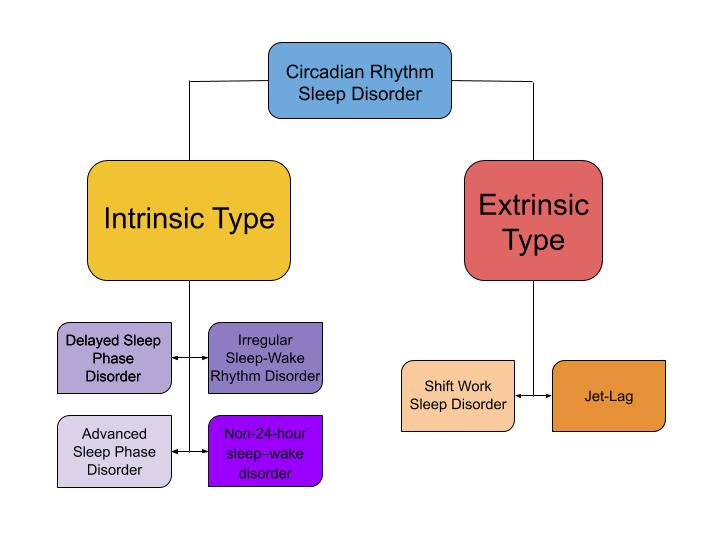

Actualmente, la Clasificación Internacional de Trastornos del Sueño (ICSD-3) enumera 6 trastornos en la categoría de trastornos del ritmo circadiano del sueño.
Los CRSD se pueden clasificar en dos grupos según sus mecanismos subyacentes: la primera categoría se compone de trastornos en los que se ha alterado el oscilador endógeno, conocidos como trastornos de tipo intrínseco. Esta categoría se denominará tipo de trastorno intrínseco. La segunda categoría consiste en trastornos en los que el entorno externo y el reloj circadiano endógeno están desalineados, llamados CRSD de tipo extrínseco. 

### Intrínseco
- Trastorno de la fase retrasada del sueño (DSPD, del inglés Delayed sleep phase disorder): las personas que han sido diagnosticadas con el trastorno de la fase retrasada del sueño tienen tiempos de sueño-vigilia que se retrasan en comparación con las personas que funcionan normalmente. Las personas con DSPD suelen tener períodos muy largos de latencia del sueño cuando intentan dormir durante los horarios de sueño convencionales. Del mismo modo, también tienen problemas para despertarse en horarios convencionales.

- Trastorno de la fase avanzada del sueño (ASPD, del inglés Advanced sleep phase disorder): las personas con un trastorno de la fase avanzada del sueño exhiben características opuestas a aquellas con un trastorno de la fase del sueño tardía. Estas personas tienen tiempos de sueño y vigilia avanzados, por lo que tienden a acostarse y despertarse mucho antes en comparación con las personas normales. El ASPD es menos común que el DSPD y es más frecuente en las poblaciones de mayor edad. 
  - El síndrome de fase avanzada del sueño familiar (FASPS, del inglés Familial Advanced Sleep Phase Syndrome) está vinculado a un modo de herencia autosómico dominante. Está asociado con una mutación sin sentido en PER2 humano que reemplaza a la serina por una glicina en la posición 662 (S662G).[11] Las familias que tienen esta mutación en PER2 experimentan avances extremos en la fase del sueño, se despiertan alrededor de las 2 a. m. y se acuestan alrededor de las 7 p. m.
- El trastorno del ritmo irregular del sueño-vigilia (ISWRD, del inglés Irregular sleep–wake rhythm disorder) se caracteriza por un período de sueño normal de 24 horas. Sin embargo, las personas con este trastorno experimentan un sueño fragmentado y muy desorganizado que puede manifestarse en la forma de despertarse con frecuencia durante la noche y tomar siestas durante el día, pero manteniendo suficiente tiempo total de sueño. Las personas con ISWRD a menudo experimentan una variedad de síntomas, desde insomnio hasta somnolencia diurna excesiva.
- Más común en personas ciegas e incapaces de detectar la luz, el trastorno de sueño-vigilia que no dura 24 horas (N24SWD, del inglés Non-24-hour sleep–wake disorder) se caracteriza por patrones crónicos de ciclos de sueño/vigilia que no están relacionados con el ciclo ambiental de 24 horas de luz y oscuridad. Como resultado de esto, las personas con este trastorno generalmente experimentarán un retraso gradual pero predecible del inicio del sueño y los tiempos de vigilia. Los pacientes con DSPD pueden desarrollar este trastorno si su condición no se trata.

### Extrínseco
- Trastorno del sueño en el trabajo por turnos (SWSD, del inglés Shift work sleep disorder): se cree que aproximadamente el 9% de los estadounidenses que trabajan de noche o en turnos de trabajo irregulares experimentan el trastorno del sueño en el trabajo por turnos.[12] El trabajo en el turno de noche se opone directamente a las señales ambientales que arrastran nuestro reloj biológico, por lo que este trastorno surge cuando el reloj de un individuo no puede ajustarse al horario de trabajo socialmente impuesto. El trastorno del sueño en el trabajo por turnos puede provocar casos graves de insomnio y somnolencia diurna excesiva.
- Jet lag: el jet lag se caracteriza mejor por la dificultad para conciliar el sueño o permanecer dormido como resultado de la desalineación entre el sistema circadiano interno y las señales externas o ambientales. Normalmente se asocia con viajes rápidos a través de múltiples zonas horarias.[10]

## CRSD y enfermedad de Alzheimer
CRSD se ha asociado con frecuencia con somnolencia diurna excesiva e insomnio nocturno en pacientes diagnosticados con enfermedad de Alzheimer (EA), lo que representa una característica común entre los pacientes con EA, así como un factor de riesgo de deterioro funcional progresivo. Por un lado, se ha afirmado que las personas con EA tienen alteración de la melatonina y una alta irregularidad en su ritmo circadiano que conduce a un ciclo de sueño-vigilia interrumpido, probablemente debido al daño en las regiones del SCN hipotalámico que se observan típicamente en la EA. Por otro lado, los estados de sueño y vigilia alterados se han relacionado con el empeoramiento de las capacidades cognitivas, el estado emocional y la calidad de vida de un paciente con EA. Además, los síntomas de comportamiento anormales de la enfermedad también contribuyen negativamente a abrumar a los familiares y cuidadores del paciente. 
Sin embargo, el impacto de los trastornos del sueño y la vigilia en la experiencia subjetiva de una persona con EA aún no se comprende completamente. Por lo tanto, se han recomendado más estudios que exploren este campo, principalmente considerando la creciente esperanza de vida y la importancia de las enfermedades neurodegenerativas en la práctica clínica.

## Tratamiento
Los posibles tratamientos para los trastornos del ritmo circadiano del sueño (CRSD) incluyen:
- La cronoterapia, que se ha demostrado mejor para tratar eficazmente el trastorno de la fase tardía del sueño, actúa retrasando sistemáticamente la hora de acostarse de un individuo hasta que sus horas de sueño y vigilia coinciden con el día convencional de 24 horas.
- La fototerapia utiliza la exposición a luz brillante para inducir avances de fase y retrasos en los tiempos de sueño y vigilia. Esta terapia requiere de 30 a 60 minutos de exposición a una luz blanca, azul o natural brillante (5,000-10,000 lux) en un tiempo establecido hasta que el reloj circadiano se alinee con el horario deseado.[7][16] El tratamiento se administra inicialmente al despertar o antes de dormir y, si tiene éxito, puede continuarse indefinidamente o realizarse con menos frecuencia.[17] Aunque se ha demostrado que es muy eficaz en el tratamiento de personas con DSPD y ASPD, los beneficios de la terapia de luz en N24SWD, el trastorno del trabajo por turnos y el desfase horario no se han estudiado tan ampliamente.
- Los hipnóticos también se han utilizado clínicamente junto con la terapia de exposición a luz brillante y la farmacoterapia para el tratamiento de CRSD como el trastorno de la fase avanzada del sueño.[18] Además, junto con la terapia cognitivo-conductual, los hipnóticos de acción corta también presentan una vía para tratar el insomnio comórbido en pacientes que padecen trastornos circadianos del sueño.
- Se ha demostrado que la melatonina, una hormona biológica de origen natural con ritmo circadiano, promueve el sueño y el arrastre a señales externas cuando se administra en forma de fármaco (0,5-5,0 mg). La melatonina administrada por la noche provoca avances de fase en los tiempos de sueño-vigilia mientras mantiene la duración y la calidad del sueño. De manera similar, cuando se administra temprano en la mañana, la melatonina puede provocar retrasos en las fases. Se ha demostrado que es más eficaz en casos de trastorno del sueño por turnos de trabajo y trastorno del sueño de fase retardada, pero no se ha demostrado que sea particularmente útil en casos de desfase horario.
- La terapia de oscuridad, por ejemplo el uso de anteojos que bloquean el azul, se utiliza para bloquear la luz de longitud de onda azul  y azul verdosa y que no llegue al ojo durante las horas de la tarde para no obstaculizar la producción endógena de melatonina.[19]